# 耶律八哥
耶律八哥（やりつ はちが、生没年不詳）は、遼（契丹）の軍人・政治家。字は烏古隣。契丹五院部の出身。

## 経歴
幼いころから聡明で、書を一度見ると暗誦することができた。統和年間、家業を継いで五院部の吏となった。ほどなく閘撒戉に上り、まもなく枢密院侍御に転じた。統和4年（986年）春、北宋の将軍の曹彬や米信が燕雲十六州奪回のために侵入してくると、八哥は防戦に従って功績を挙げ、上京留守に抜擢された。
開泰4年（1015年）、北院枢密副使として召還された。しばらくして東京留守となった。開泰7年（1018年）、聖宗が東平王蕭排押に高麗を討つように命じると、八哥はその下で都監となった。契丹軍は開京まで進軍して、大規模な略奪をおこなって引き揚げた。契丹軍が茶河と陀河を渡ると、高麗軍が追撃してきた。諸将は高麗軍にふたつの河を渡らせてから攻撃しようと主張したが、八哥はひとり反対して、「もし敵がふたつの河を渡れば、死戦させることとなり、危いこととなる。ふたつの河の間で攻撃するのがよろしい」と言った。蕭排押が八哥の意見に従って戦ったところ、敗戦した。
開泰8年（1019年）、八哥は東京遼陽府に帰還すると、渤海承奉官に東京を治めさせるように上奏した。聖宗は八哥の意見に従って、都知押班を置いた。後に八哥は茶河・陀河の敗戦の責任を問われて、大臣の位を奪われ、西北路都監に左遷されて死去した。

## 伝記資料
- 『遼史』巻80 列伝第10